# Isla Sverdrup
La isla Sverdrup o Svordrup (del ruso: Остров Свердрупа) es una isla aislada en la región meridional del mar de Kara. Esta isla está cubierta con vegetación de tundra. Se encuentra a 120 km al norte de Dikson en la costa de Siberia. La tierra más cercana son las islas del Instituto Ártico, alrededor de 90 km al noreste. 
Esta isla tiene una amplia bahía que se abre al oeste. Su longitud es de 15 km y su máxima anchura de 10 km. El mar que rodea la isla Sverdrup está cubierta por bancos de hielo con algunas polinias en el largo invierno y hay muchos témpanos de hielo incluso en el verano.
Esta isla rusa no debe confundirse con la islas Sverdrup, un archipiélago en las islas de la Reina Isabel septentrionales, en Nunavut, Canadá. Ambas, sin embargo, recibieron su nombre del mismo explorador polar, el capitán Otto Sverdrup.

## Administración
La isla Sverdrup pertenece a la división administrativa del krai de Krasnoyarsk de la Federación Rusa. También forma parte de la Gran Reserva Natural del Ártico, la mayor reserva natural de Rusia y una de las más grandes del mundo.